# ویلیام ایوارت
ویلیام ایوارت (انگلیسی: William Ewart؛ ‏ ۲۶ دسامبر ۱۸۴۸ – ۱۱ اوت ۱۹۲۹) پزشک اهل انگلستان بود که بابت توصیف نشانه ایوارت شناخته می‌شود. او ابتدا در دانشگاه پاریس تحصیل کرد و سپس برای خواندن رشتهٔ پزشکی به دانشکدهٔ پزشکی سنت جورج دانشگاه لندن رفت. تحصیلات او مدتی به سبب چنگ با فرانسه متوقف شد اما سپس به دانشگاه کمبریج رفت و در سال ۱۸۷۷ مدرک کارشناسی پزشکی و جراحی گرفت. وی مدتی در بیمارستان سنت جورج مشغول به کار بود و پس از پایان دوره‌های تکمیلی در سال ۱۸۸۲ دکترای پزشکی خود را دریافت کرد. او مؤلف کتاب «نقرس و نقرسی و درمان آنها» (۱۸۹۷) بود که منتقد بی‌ام‌جی آن را شاهکار نقرس دانست.